# Thésée
Thésée é uma comuna francesa na região administrativa do Centro, no departamento Loir-et-Cher. Estende-se por uma área de 17,61 km². Em 2010 a comuna tinha 1 167 habitantes (densidade: 66,3 hab./km²).